# 富格尔岛
富格尔岛，是法罗群岛的一个岛屿，位于群岛最东端。该岛总面积为11平方公里，居法罗群岛第11位。人口数量为41人（2021年1月）。该岛名字直译为“鸟岛”，大量鸟类在岛上的峭壁上筑巢。富格尔岛上有北极海鹦等鸟类。

## 地理
富格尔岛上有两个定居点，分别是位于南岸的奇尔恰和东岸的哈塔维克。
富格尔岛的特殊之处在于其玄武岩地层，这使得岛屿显得陡峭及难以接近。东岸的悬崖有448米高。附近有一个47米高的海蚀柱，上面有一个灯塔及一个天然的拱桥。
富格尔岛上有三座山峰，海拔高度分别为620米、549米和420米。

## 图集

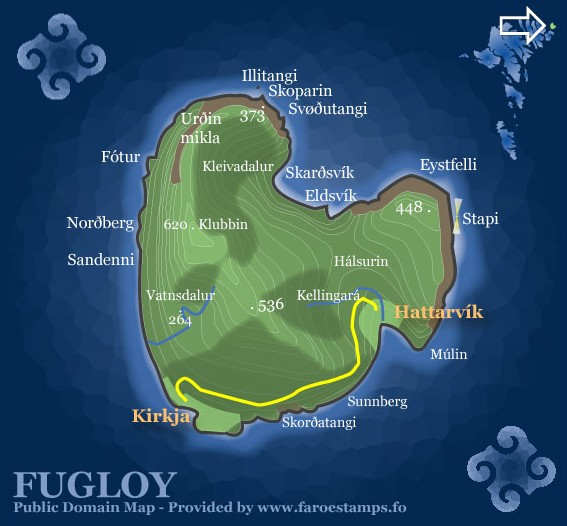
富格尔岛地图
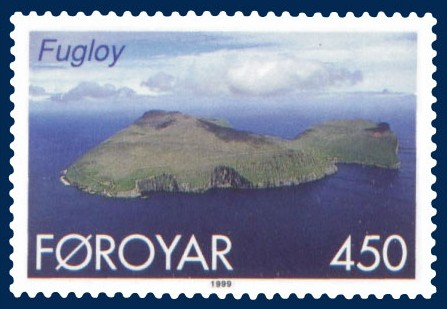
邮票上的富格尔岛
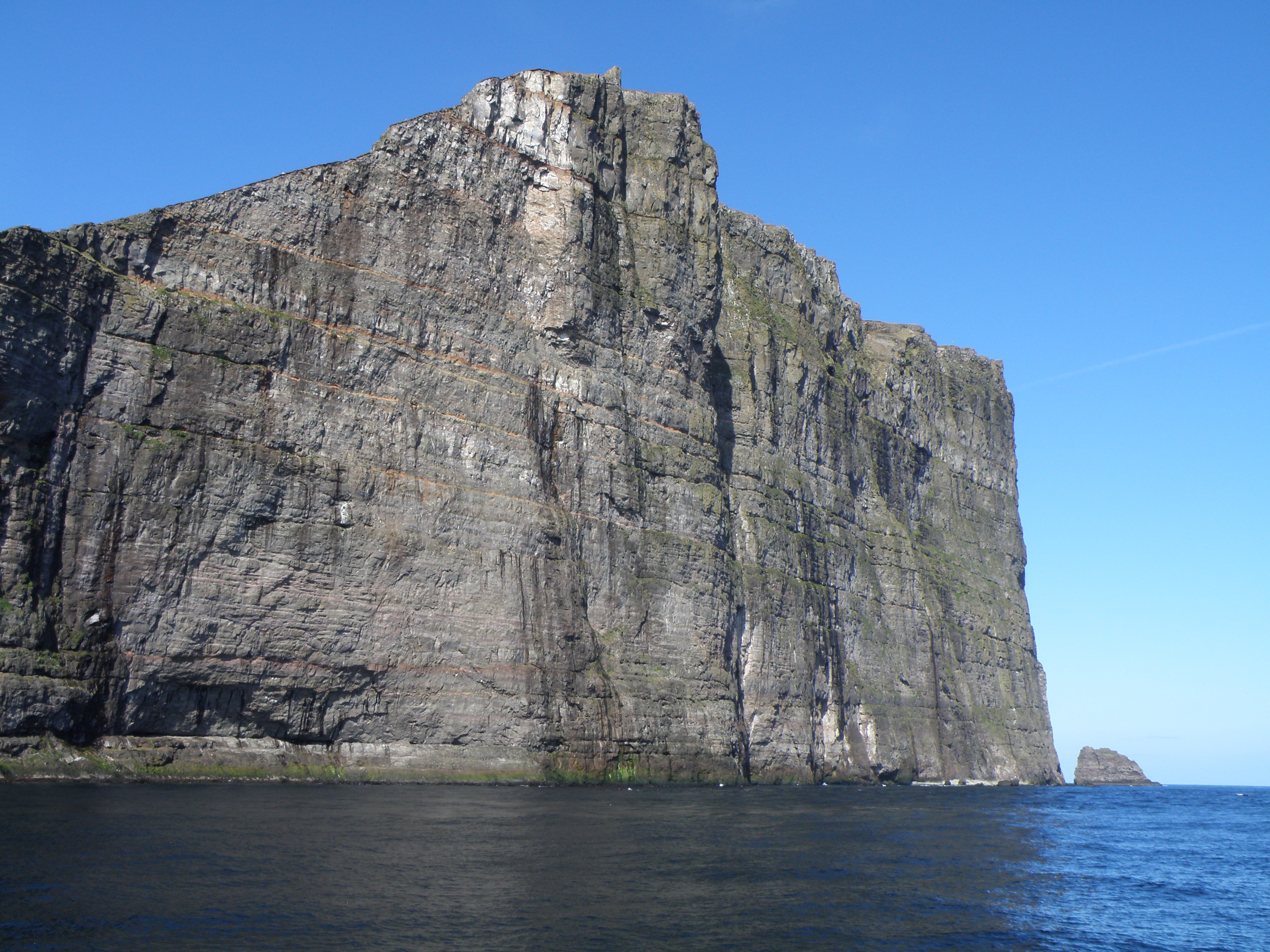
富格尔岛上的悬岩
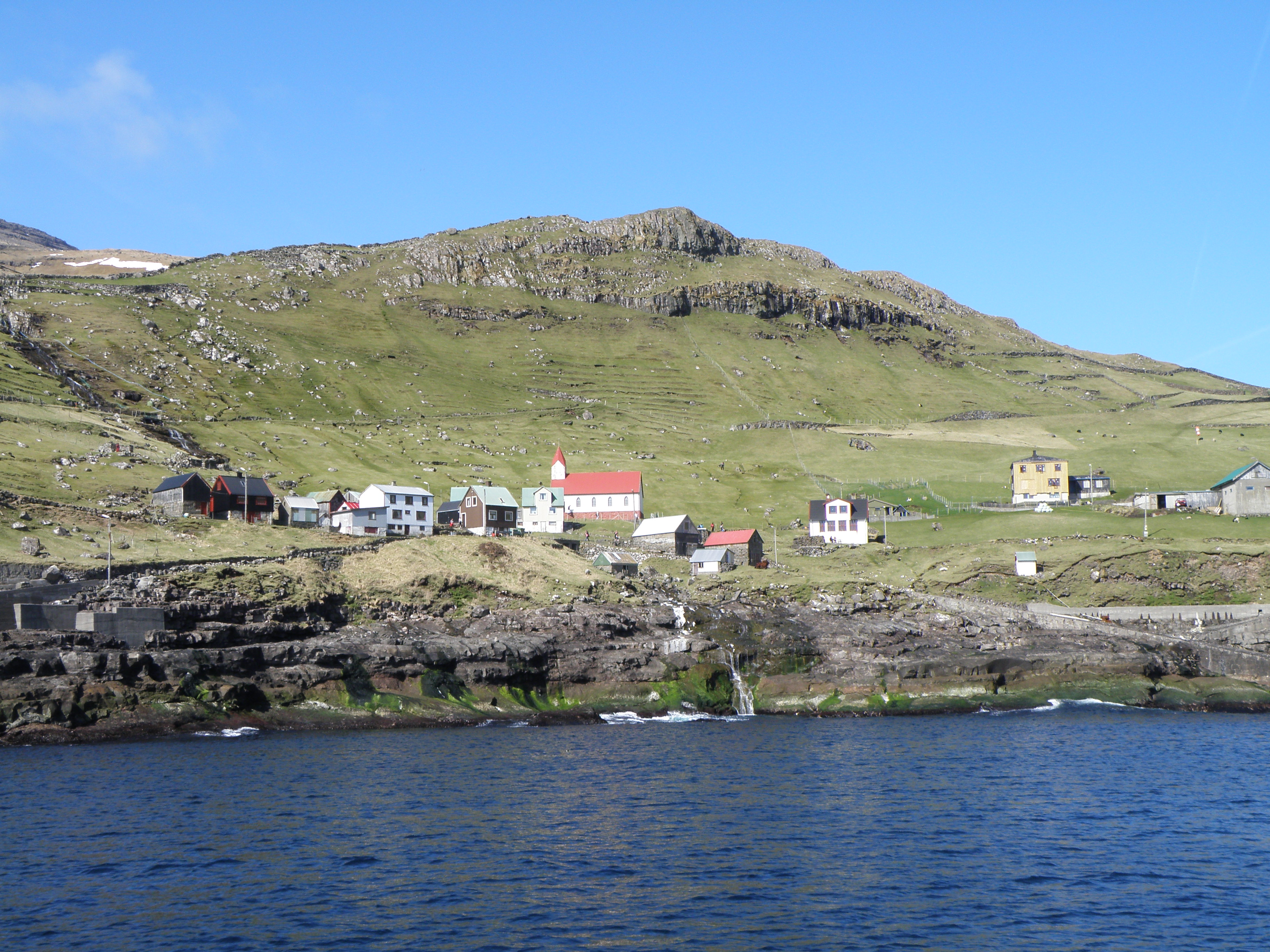
富格尔岛上的村庄